# تامار دموریان
تامار استپانی دموریان (ارمنی: Թամար Ստեփանի Դեմուրյան؛ انگلیسی: Tamar Demuryan؛ ۲۶ نوامبر ۱۹۱۲ – ۱۴ فوریهٔ ۲۰۰۰) یک بازیگر سینما و تئاتر اهل ارمنستان بود. وی بین سال‌های - تا - میلادی فعالیت می‌کرد.

## زندگی‌نامه
وی در ۲۶ نوامبر ۱۹۱۲ در موزدوک به دنیا آمد و از کنسرواتوار دولتی کومیتاس ایروان (۱۹۳۴) و استودیو دراماتیک ارمنیان مسکو (۱۹۳۷) فارغ‌التحصیل شد. وی در فرهنگستان دولتی تئاتر سوندوکیان (۱۹۳۷-۱۹۴۴)، های‌فیلارمونیم (۱۹۴۴)، گروه آواز و رقص دولتی تاتول آلتونیان ارمنستان فعالیت می‌کرد. وی همچنین برندهٔ جوایزی همچون هنرمند شایسته ارمنستان شوروی (۱۹۶۵) شده‌است. وی در ۱۴ فوریه ۲۰۰۰ در سن سالگی در ایروان درگذشت.

## یادداشت
1. ↑  Armenian Ensemble of Song and Dance after Tatul Altounian